# Плутония
«Плутония» — научно-фантастический роман российского геолога и географа Владимира Афанасьевича Обручева. В романе рассказывается о путешествии учёных во внутреннюю полость Земли и об открытии подземного мира, населённого доисторическими существами.

## История написания
В жизни Обручева это был своеобразный период. За несколько лет перед этим ему пришлось расстаться с преподаванием. Учёный с самостоятельным мышлением, критически относящийся к чиновникам от науки, позволявший себе высмеивать в фельетонах начальство, не устраивал царское правительство. Но уволить учёного с мировым именем всё же было неудобно. И царский министр Кассо предложил Обручеву перейти в другой институт. Он отлично знал при этом, что в других институтах не было кафедры геологии, а в университеты Обручева не приняли бы, потому что мировое имя и заслуги у него были, но не было диплома доктора наук. И в результате полный сил и энергии учёный, которому ещё не было даже пятидесяти лет, оказался на пенсии без определённого дела. Разбор старых материалов, консультации, экспертизы, эпизодические поездки на рудники не могли поглотить всё время трудолюбивого учёного.
Роман написан в 1915 году на маленькой даче под Харьковом. Первая публикация в отредактированной форме — 1924 год. В предисловии к роману В. А. Обручев пишет, что он знает только два романа, в которых сделаны попытки в беллетристической форме дать широкому кругу читателей представление о прежних формах жизни. Первый из них — роман Жюля Верна «Путешествие к центру Земли». Второй — роман Конан Дойла о труднодоступном плато в Южной Америке, который произвёл на него столь малое впечатление, что он не запомнил его названия (имеется в виду «Затерянный мир»). Ошибки, сделанные в этих романах, а также их неправдоподобность и побудили его написать «Плутонию». Здесь же В. А. Обручев отмечает, что ему удалось достигнуть поставленной цели.
Уже первые издания романа «Плутония» показали, что он удовлетворяет условию правдоподобности. Я получил от читателей немало писем, в которых одни совершенно серьёзно спрашивали, почему не снаряжаются новые экспедиции в Плутонию для изучения подземного мира; другие предлагали себя в качестве членов будущих экспедиций; третьи интересовались дальнейшей судьбой путешественников, выведенных в романе.В. А. Обручев, предисловие к роману

## Сюжет
Начало 1914 года. Геофизик и астроном Николай Иннокентьевич Труханов снаряжает экспедицию в полярные регионы. В состав экспедиции приглашены геолог Пётр Иванович Каштанов, зоолог Семён Семёнович Папочкин, метеоролог Иван Андреевич Боровой, ботаник и врач Михаил Игнатьевич Громеко. Труханов убеждён, что на месте последнего «белого пятна» в Арктике находится неисследованный остров или даже материк — впоследствии после открытия названный Землей Нансена.
Судно «Полярная звезда» отплывает из Петропавловска, забрав каюра-камчадала по имени Илья Степанович Иголкин, который будет отвечать за ездовых собак и нарты. Проходя Берингов пролив, судно подбирает искавшего золото на Чукотке горного инженера из Екатеринбурга Якова Григорьевича Макшеева, который согласился войти в состав экспедиции. Прибыв на Землю Нансена, Труханов, будучи инвалидом, остаётся на корабле, а остальные члены экспедиции двигаются в глубь неизвестной земли. Труханов передаёт Каштанову пакет, который он наказывает открыть, если участники экспедиции будут в недоумении, что им делать, но без надобности пакет не открывать.
Путешественники переходят горный хребет и спускаются по другой его части, при этом очень скоро глубина спуска становится, по показаниям приборов, ниже уровня океана. Прорубившись через странную гряду торосов, герои начинают подъём, но, к всеобщему удивлению, судя по показаниям гипсотермометра, они спускаются на невиданную доселе глубину. Полярное солнце стоит в зените, к тому же у него другой угловой размер, красноватый цвет и явно различимые пятна. Герои вскоре оказываются в тундре, где бродят мамонты и шерстистые носороги. Участники решают вскрыть конверт, и читают письмо Труханова. Он пишет, что снарядил экспедицию с другой целью, нежели сообщал участникам ранее. Его посещали идеи о том, что Земля внутри полая и, возможно, освещается своим светилом. Доказать или опровергнуть его гипотезу могла лишь специальная экспедиция. По расчётам, в Земле Нансена должен был располагаться вход в полость Земли. Герои понимают, что попали в эту полость Земли, а «солнце» — на самом деле ядро земного шара, которое участники экспедиции назвали Плутоном, в честь античного бога подземного мира, а всю подземную полость — Плутонией.
Одновременно автор романа излагает теорию оливинового пояса, которая придаёт сюжету ещё бо́льшую научную, по времени написания книги, правдоподобность и подводит основание под фантастическое происшествие.

— Знаете ли, из чего состоят эти скалы? Они имеют такой же состав, как и аэролиты из ряда мезосидеритов, полужелезных, с оливиновой основной массой и включением никелевого железа. <...> Они состоят из железа с никелем и другими, более легкими минералами.
— Что это значит? — спросил Макшеев.
— А это значит, что гипотезы геологов о составе более глубоких частей земной коры оправдываются. Мы, очевидно, находимся в пределах так называемого оливинового пояса — пояса тяжёлых каменных пород, богатых железом и по составу оказывающихся тождественными с каменными метеоритами, которые падают на нашу Землю из межпланетного пространства, представляя осколки мелких планет. Нужно думать, что мы встретим еще сплошные металлические горные породы. <...>
Вообще, по характеру всех пород, которые мы встречаем в Плутонии, очень тяжелых, богатых оливином и металлами, трудно ожидать, чтобы здешние вулканы могли изливать легкую кремнеземистую лаву.
Они решают, что Боровой и Иголкин останутся стеречь собак и снаряжение, а остальные участники экспедиции, взяв с собой одну из собак — Генерала, двинутся вглубь Плутонии по открытой ими реке Макшеева. Путешественники обнаруживают, что по мере спуска вниз по реке животный и растительный мир меняется от плейстоценовой эпохи к более древним временам — к плиоцену, миоцену и т. д. Участники доходят до места впадения реки в море Ящеров, которое находится в зоне юрского периода. Герои обнаруживают в данной зоне, помимо характерных для юрского периода животных (динозавров, птеродактилей) также и огромных муравьёв (длиной до 1 м), которые уносят все их вещи в муравейник. Оказавшись в безвыходной ситуации, герои подходят к краю безграничной Чёрной Пустыни, собирают в кратере серу, сделав сернистый газ, отравляют весь муравейник и спасают свои вещи. С другими муравьями герои ведут постоянные сражения. Участники экспедиции обнаруживают величайшие богатства Плутонии — огромные залежи золота, серебра, меди, железа.
Исследовав море Бронтозавров, герои решают вернуться обратно. Вернувшись, они обнаруживают, что Борового и Иголкина похитили первобытные люди. Борового и Иголкина удаётся спасти, и все герои, целые и невредимые, возвращаются на земную поверхность и на «Полярную звезду», где их ждёт Труханов. На корабле они рассказывают о своих приключениях и беседуют о загадках Плутонии.
«Полярную звезду» задерживает австро-венгерский крейсер «Фердинанд», экипаж которого захватывает русский корабль и сообщает о начавшейся войне; согласно военным законам, судно и его груз конфискуется до окончания войны. Весь экипаж «Полярной звезды» высаживают на Камчатке и разрешают взять только записные книжки и провизию. Через союзную Японию герои добираются до России и сообщают о захвате «Полярной звезды». Позднее моряки находят брошенное и полностью обобранное судно.
Начинается смутное время. Одни участники экспедиции погибают на фронтах, другие умирают. Коллекции, собранные в Плутонии, пропали. Чудом выживший Труханов, инвалид и отшельник, уже не надеется на их обратное получение.
Случайно в руки автора попал дневник и рисунки одного из умерших участников экспедиции. По этим материалам и составлена настоящая книга.

## Оценки
Литературовед и фольклорист Евгений Неёлов видит одну из причин непреходящей популярности романа в том, что в нём кроме науки присутствует и сказка, а само произведение имеет отчётливую сказочную структуру, которая выражается, например, в том, что река Макшеева может рассматриваться как аналог волшебно-сказочной дороги, по берегам которой появляются всё более древние животные и растения, а динозавры похожи на сказочных змеев. При этом фантастическая гипотеза и сказочный образ в Плутонии не противоречат друг другу, могут взаимно дополнять друг друга и даже сливаться воедино.
Библиограф и литературовед Александр Наркевич отмечает, что наряду с научной доброкачественностью, обеспеченной научными познаниями автора, роман Обручева обладает совершенно особыми художественными качествами.